# Francis Pélissier
Francis Pélissier, nacido el 13 de junio de 1894 en París y fallecido el 22 de febrero de 1959 en Mantes-la-Jolie, fue un ciclista francés.
Hermano menor de Henri Pélissier y Charles Pèlissier, Francis Pélissier fue ciclista profesional entre 1919 y 1931. Después fue director deportivo durante una treintena de años bajo los colores del equipo La Perle. En este equipo dirigió por ejemplo a Jacques Anquetil donde debutó y estuvo de 1953 a 1955. Su otro hermano Jean Pélissier también fue ciclista profesional.

## Palmarés
| 1919 - 1 etapa del Tour de Francia 1920 - Tour du Sud-Est 1921 - Campeonato de Francia en Ruta - París-Tours 1922 - Burdeos-París 1923 - Campeonato de Francia en Ruta | 1924 - Campeonato de Francia en Ruta - Burdeos-París - Vuelta al País Vasco 1925 - 2.º en el Campeonato de Francia en Ruta 1926 - Critérium de As - GP Wolber - 2.º en el Campeonato de Francia en Ruta 1927 - 1 etapa del Tour de Francia 1931 - 2.º en el Campeonato de Francia en Ruta |